# Ansonia mcgregori
Ansonia mcgregori är en groddjursart som först beskrevs av Taylor 1922.  Ansonia mcgregori ingår i släktet Ansonia och familjen paddor. IUCN kategoriserar arten globalt som sårbar. Inga underarter finns listade i Catalogue of Life.